# Хайнинген (Гёппинген)
Хайнинген (нем. Heiningen) — община в Германии, в земле Баден-Вюртемберг.
Подчиняется административному округу Штутгарт. Входит в состав района Гёппинген. Население составляет 5285 человек (на 31 декабря 2010 года). Занимает площадь 12,46 км².